# Кејро (Небраска)
Кејро (енгл. Cairo) град је у америчкој савезној држави Небраска.

## Демографија
По попису из 2010. године број становника је 785, што је 5 (-0,6%) становника мање него 2000. године.
| Група             | 2000.       | 2010.       |
| Белци             | 772 (97,7%) | 756 (96,3%) |
| Афроамериканци    | 0 (0,0%)    | 3 (0,4%)    |
| Азијати           | 0 (0,0%)    | 0 (0,0%)    |
| Хиспаноамериканци | 18 (2,3%)   | 19 (2,4%)   |
| Укупно            | 790         | 785         |